# Taborababbelaar
De taborababbelaar (Turdoides sharpei) is een zangvogel uit de familie Leiothrichidae. Deze vogel is genoemd naar de Engelse ornitholoog Richard Bowdler Sharpe.

## Verspreiding en leefgebied
Deze soort komt voor in oostelijk Afrika en telt twee ondersoorten:
- T. s. vepres: Mount Kenya (centraal Kenia).
- T. s. sharpei: van oostelijk Congo-Kinshasa en Oeganda tot zuidwestelijk Kenia en westelijk Tanzania.

## Status
De grootte van de populatie is niet gekwantificeerd maar de soort wordt omschreven als algemeen. Op de Rode lijst van de IUCN heeft deze soort de status niet bedreigd.